# Abraham Voortman
Abraham Voortman (Weesp, gedoopt 26 juli 1758 – Gent, 17 augustus 1810) was een in Nederland geboren ondernemer, die zich in 1787 in Gent vestigde.

## Leven en werk
Voortman werd in 1758 in Weesp geboren als zoon van Hendrik Voortman en Margriet de Vries. Om aan de armoede in Nederland te ontkomen, verkocht Voortman zijn bezittingen en verhuisde in 1783 naar Gent. In 1790 richtte hij daar samen met Frans De Vos, een schoonbroer van Lieven Bauwens, aan de Vogelenzang 31 de katoendrukkerij Frans De Vos & Voortman op. Voortman kreeg de technische leiding van het bedrijf en De Vos nam de financiële zaken voor zijn rekening. Vanaf 1805 kwam het bedrijf volledig in handen van Voortman. In dat jaar was zijn bedrijf de grootste katoendrukkerij van Gent.
In 1810 gaf hij de architect Jean-Baptiste Pisson de opdracht om naast zijn fabriek een directeursvilla te ontwerpen. Hij overleed nog in ditzelfde jaar, 52 jaar oud. Na zijn dood namen zijn vrouw Marie en hun oudste zoon François het bedrijf over. De bedrijfsgebouwen werden na 1988 afgebroken. De vrijgekomen ruimte kreeg een bestemming ten behoeve van de gezondheidszorg en wel voor het AZ Sint-Lucas en het psychiatrisch centrum Sint-Jan de Deo. De villa Voortman is in gebruik als ontmoetingsruimte voor sociaalpsychiatrische patiënten.
Voortman was in 1792 getrouwd met Marie De Vos, een zus van zijn compagnon Frans De Vos.
In 2017 werd in Gent de Abraham Voortmanstraat - gelegen op de locatie van de vroegere bedrijfsgebouwen - naar hem genoemd.